# Advihalli, Yelbarga
Advihalli là một làng thuộc tehsil Yelbarga, huyện Koppal, bang Karnataka, Ấn Độ.